# Форсгага (комуна)
Комуна Форсгага (швед. Forshaga kommun) — адміністративно-територіальна одиниця місцевого самоврядування, що розташована в лені Вермланд у центральній Швеції.
Форсгага 215-а за величиною території комуна Швеції. Адміністративний центр комуни — місто Форсгага.

## Населення
Населення становить 11 308 чоловік (станом на вересень 2012 року).
| Кількість населення комуни Форсгага за 1810-2010 роки | Кількість населення комуни Форсгага за 1810-2010 роки | Кількість населення комуни Форсгага за 1810-2010 роки | Кількість населення комуни Форсгага за 1810-2010 роки | Кількість населення комуни Форсгага за 1810-2010 роки |
| ----------------------------------------------------- | ----------------------------------------------------- | ----------------------------------------------------- | ----------------------------------------------------- | ----------------------------------------------------- |
| Рік                                                   |                                                       |                                                       | Населення                                             |                                                       |
| 1810                                                  | 1810                                                  |                                                       | 3 495                                                 | 3 495                                                 |
| 1850                                                  | 1850                                                  |                                                       | 5 578                                                 | 5 578                                                 |
| 1900                                                  | 1900                                                  |                                                       | 5 688                                                 | 5 688                                                 |
| 1950                                                  | 1950                                                  |                                                       | 9 850                                                 | 9 850                                                 |
| 1970                                                  | 1970                                                  |                                                       | 9 490                                                 | 9 490                                                 |
| 1980                                                  | 1980                                                  |                                                       | 12 019                                                | 12 019                                                |
| 1990                                                  | 1990                                                  |                                                       | 11 913                                                | 11 913                                                |
| 2000                                                  | 2000                                                  |                                                       | 11 589                                                | 11 589                                                |
| 2010                                                  | 2010                                                  |                                                       | 11 266                                                | 11 266                                                |
| Джерело: SCB                                          |                                                       |                                                       |                                                       |                                                       |

## Населені пункти
Комуні підпорядковано 4 міські поселення (tätort) та низка сільських, більші з яких:
- Форсгага (Forshaga)
- Деє (Deje)
- Дивельстен (Dyvelsten)
- Чернгеден (Tjärnheden)
- Ульсетер (Olsäter)
- Мельнбака (Mölnbacka)

## Галерея

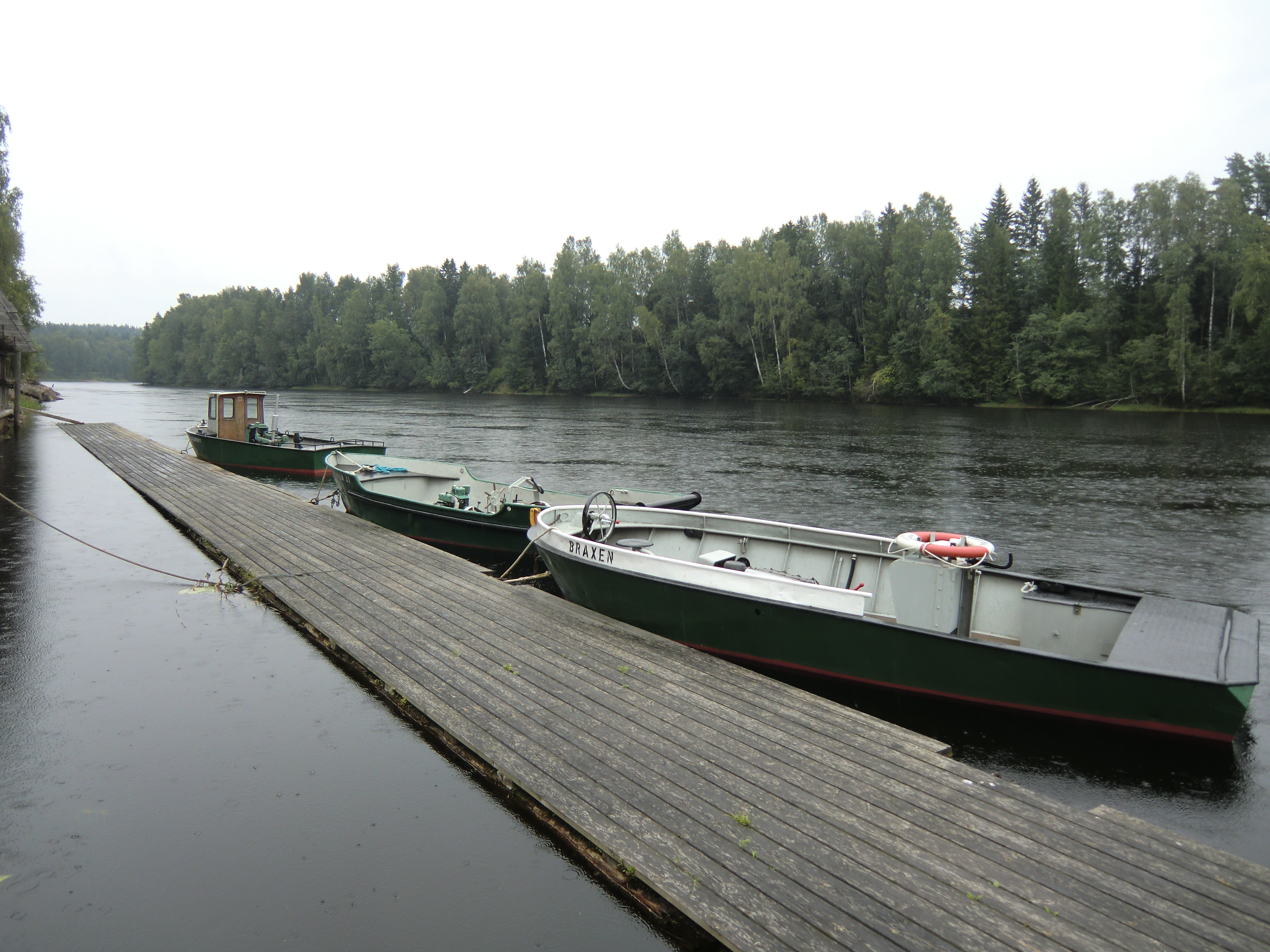
Річка Кларельвен
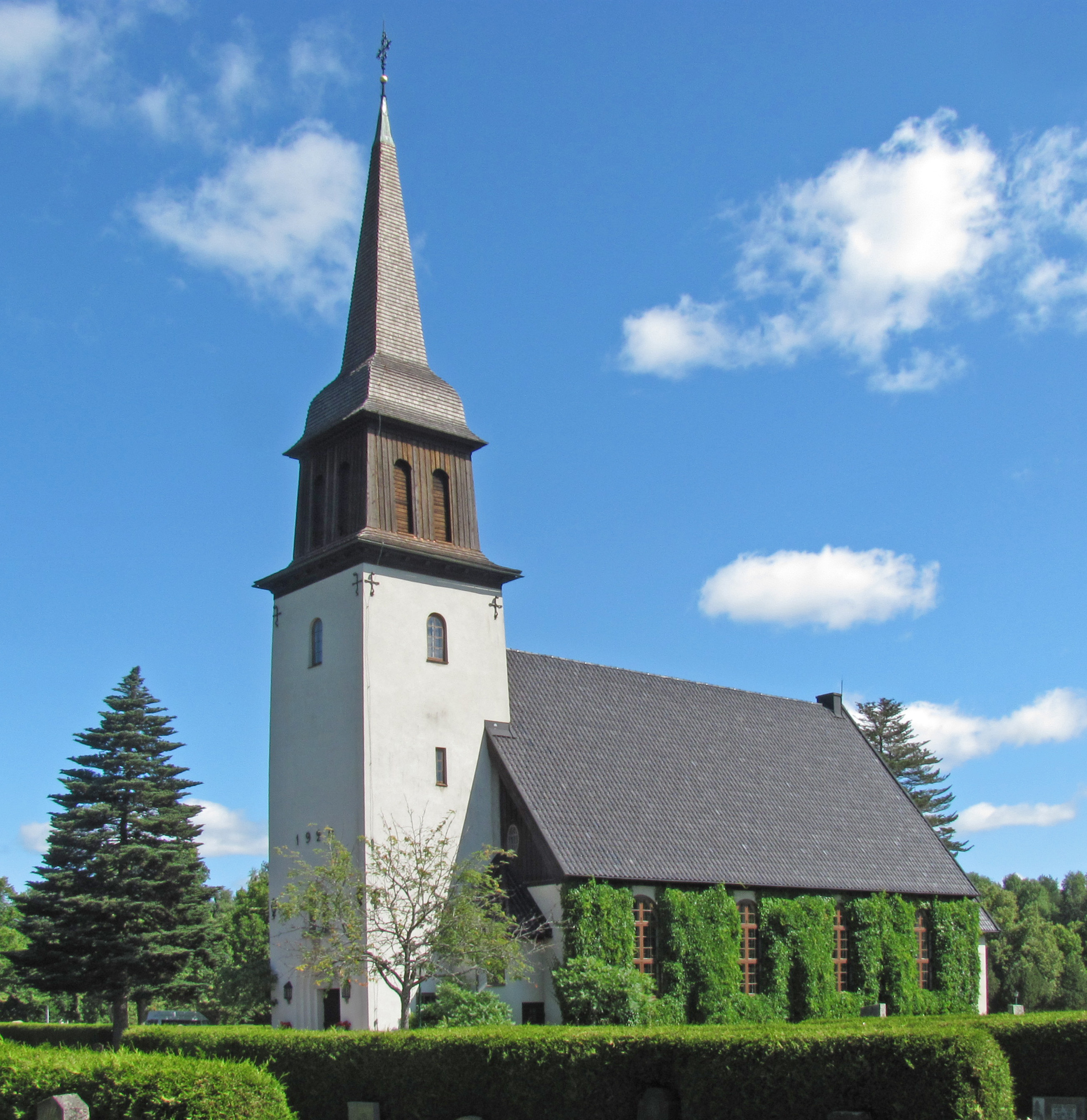
Церква (Форсгага)
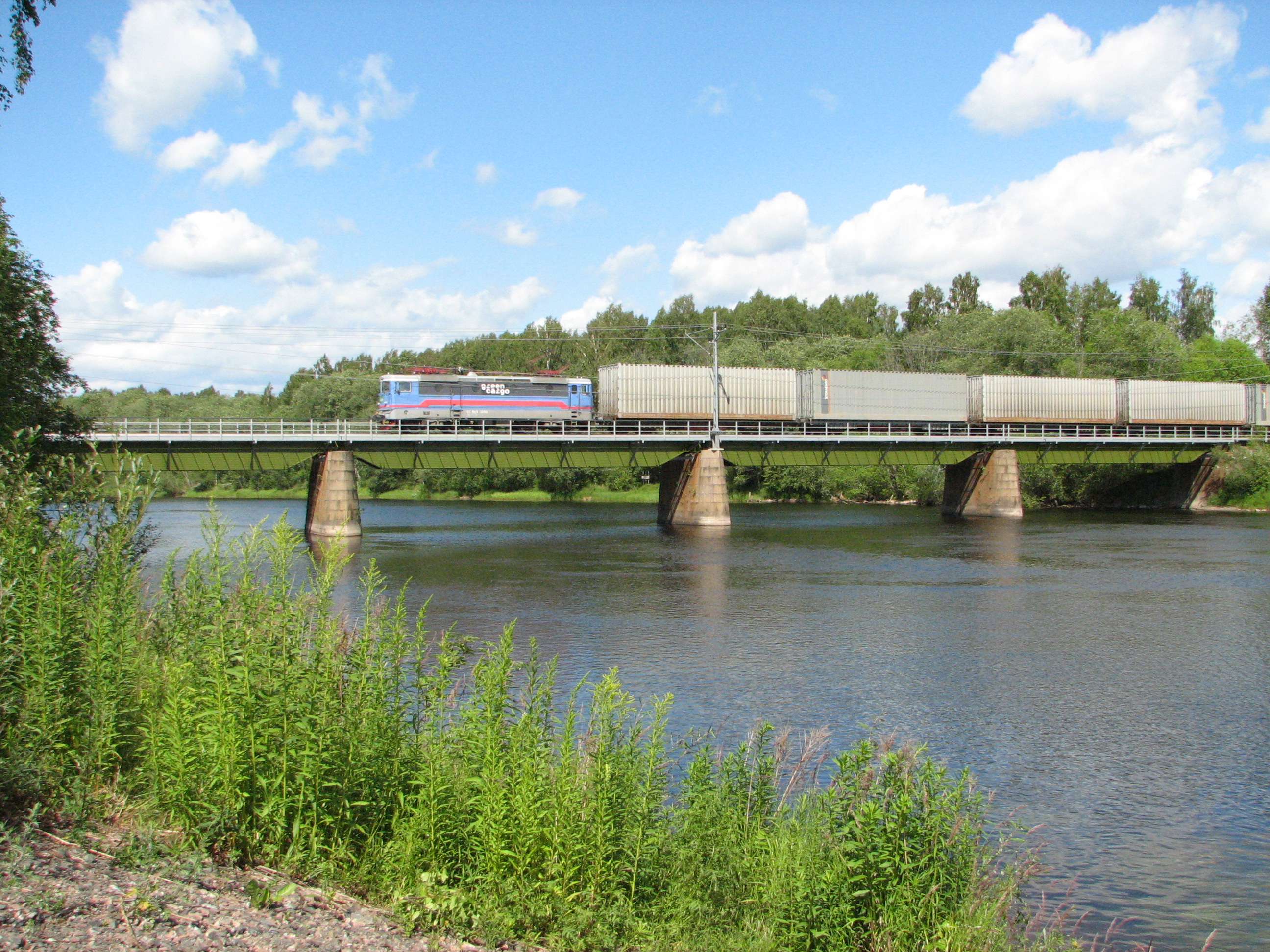
Залізничний міст через Кларельвен (біля Деє)
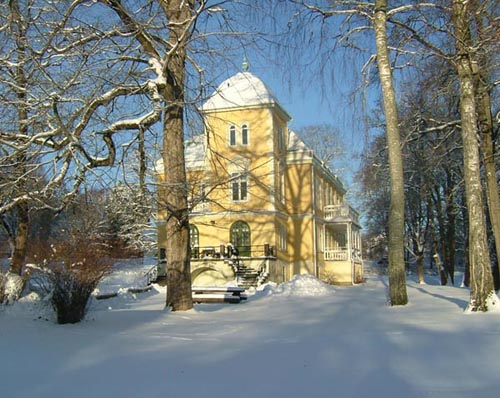
Замок (Форсгага)